# Леля
Леля (Ляля) — мифологический персонаж у восточных славян, возникший, вероятно вследствие распространения христианства, как часть песенного куплета.

## Мифологический архетип образа
Припев, в разных формах — «лелю», «лелё», «лели», «люли» — встречается в русских песнях; в сербских «кралицких» песнях (троицких) величальных, имеющих отношение к браку, он встречается в виде лельо, лелё, в болгарской великодной и лазарской — в форме леле. Таким образом припев восходит в глубокую древность.
Старинный польский припев «лелюм» (если он действительно существовал в этой форме с «м») А. А. Потебня объясняет через сложение лелю с «м» из дательного падежа «ми», как в украинском (русинском) «щом» (вместо «що ми»). В припеве «полелюм» (если он верно передан польскими историографами) «по» может быть предлогом; ср. белорусские припевы: люли и о люлюшки".
Соображения об этимологическом значении припева лелю и проч. высказаны Вс. Миллером. и А. А. Потебней.
И. Н. Данилевский пишет: 

Многочисленные попытки увидеть в славянской мифологической системе подобие античной модели предпринимались со времен Яна Длугоша с его знаменитой «Historia Polonica» (XV в.) вплоть до Ломоносова и Татищева. Иногда результатами подобного «домысления» фактов славянской мифологии становились искусственно созданные мифологические персонажи, в реальных традициях не существовавшие (образцами т. н. «кабинетной мифологии» являются Лель, Лада, Коляда, Курент и пр.).

## Идеалистическая гипотеза Рыбакова
Академик Б. А. Рыбаков выдвигал теорию, что вторая богиня, изображённая на Збручском идоле и держащая в правой руке кольцо — Лада. В фольклоре Лада часто упоминается рядом с Лелей. Эту пару — «мать-дочь», учёный сопоставляет с Латоной и Артемидой и со славянскими роженицами. Двух всадниц на русских вышивках, за спиной которых иногда изображена соха, расположенных по обе стороны от Макоши, Рыбаков соотносит с Ладой и Лелей (Лялей).
В весенней заклинательной песне есть такие слова, посвящённые Леле-Весне:
Едить Весна, едить.

На золотом кони

В зелёном саяни

На сохе седючи

Сыру землю аручи

Правой рукой сеючи.

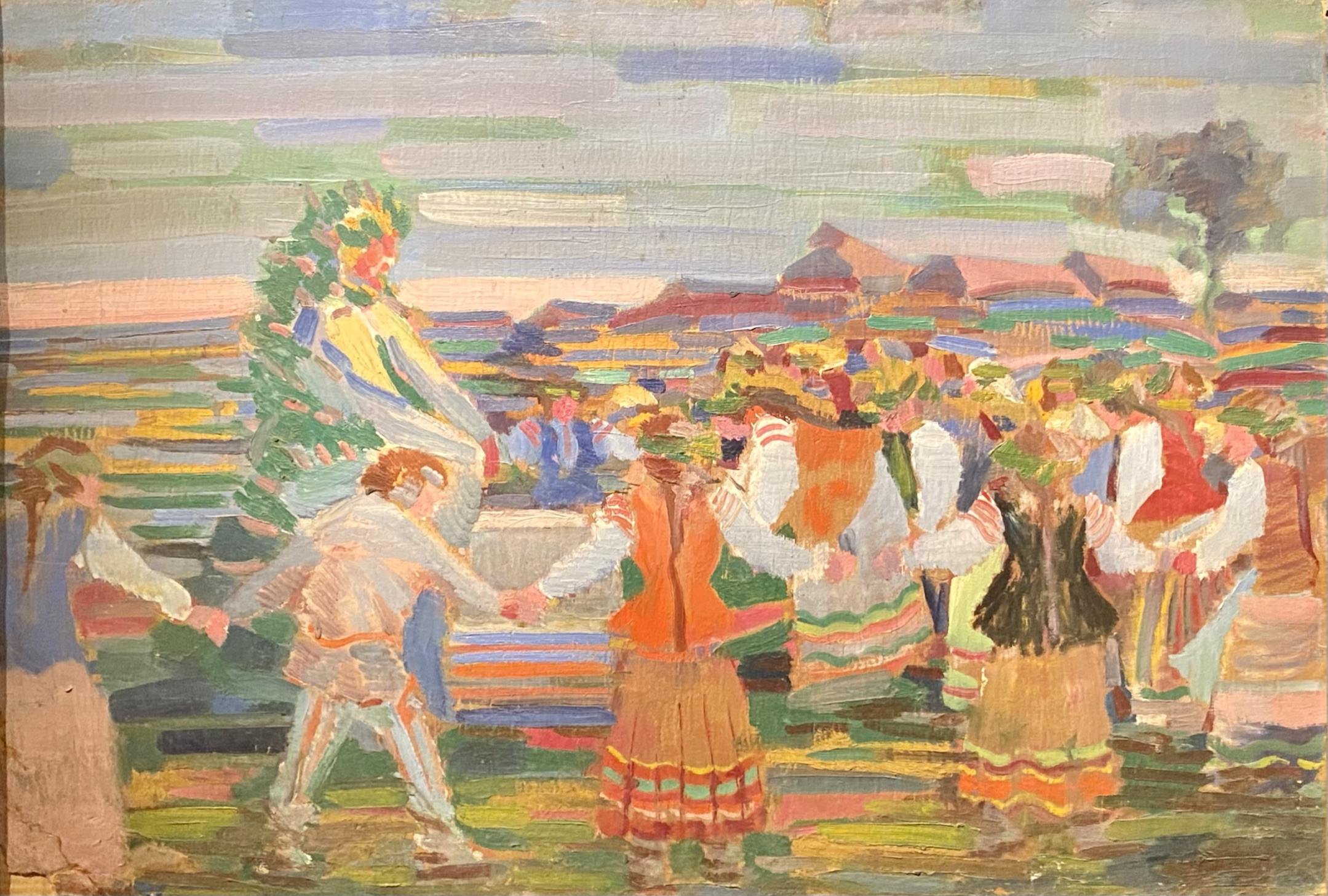
М. Филиппович. «Хоровод (ляльник)». 1921—1922

Цикл весенних обрядов начинался днём прилёта жаворонков — 9 марта (22 марта по новому стилю). Люди встречали птиц, выходя на вершины холмов, разжигали костры, парни с девушками водили хороводы. Существовал и особый девичий праздник — ляльник — 22 апреля (5 мая). Самая красивая девушка, увенчанная венком, сажалась на дерновую скамью и играла роль Лели. По обе стороны от неё ставились приношения (хлеб, молоко, сыр, масло, сметана). Девушки водили хоровод вокруг торжественно восседавшей Лели.
Теория Рыбакова не подтверждается ни этнографическими, ни фольклорными данными, и считается самой слабой.